# بابا اسمورف
بابا اسمورف یا بابا بزرگ (به فرانسوی: Grand Schtroumpf) یکی از شخصیت‌های اصلی در پی‌نمای اسمورف‌ها است. او سومین اسمورف پیر و رهبر همهٔ اسمورف‌ها است و با وجود سن بالایش هم‌چنان پرانرژی و سرحال است. بابا اسمورف را می‌توان به‌آسانی از میان اسمورف‌های دیگر تشخیص داد، او ریش و سبیل پرپشت و سفیدی دارد و معمولاً شلوار و کلاه فریژی قرمز می‌پوشد.  